# Флаг метисов
Флаг метисов – это символ культурной идентичности и исторического наследия метисов, одного из трёх официально признанных коренных народов Канады (вместе с индейцами и инуитами). Метисы представляют собой уникальный по своей самобытности народ, возникший в результате браков между европейскими поселенцами (в основном французами и шотландцами) и коренными народами Северной Америки.

## История
Флаг метисов считается одним из старейших коренных символов Канады и Северной Америки. Впервые он был использован в 1816 году во время конфликта метисов с Компанией Гудзонова залива в сражении при Семи дубах (Battle of Seven Oaks), которое произошло недалеко от современного Виннипега, провинция Манитоба. Это событие было частью сопротивления метисов за свои права на землю, охоту и сохранение образа жизни. Флаг стал символом единства и солидарности метисов в борьбе за признание и свободу.

## Дизайн и символика
Флаг метисов представляет собой полотно синего цвета с белым горизонтальным символом бесконечности посередине. Этот символ интерпретируется как отражение бесконечной природы культуры метисов, её исторической прочности и устойчивости. Существует также версия флага с красным фоном, которая, по предположениям, использовалась разными сообществами метисов на западе и могла символизировать разницу между франкоязычными и англоязычными метисами.
- Синий фон – символ неба и свободы. Он также ассоциируется с культурной идентичностью и духовностью метисов.
- Белый символ бесконечности – символизирует прочные связи между коренными и европейскими предками, а также вечное существование культуры и народа метисов.

## Использование
Сегодня флаг метисов широко используется на различных культурных, исторических и политических мероприятиях. Он является официальным символом канадских метисов и часто используется во время таких событий, как День метисов, празднования, посвященные Люису Риэлю (одному из лидеров метисов), и на национальных собраниях. Флаг символизирует не только культурное наследие, но и стремление к равноправию и признанию прав метисов в современной Канаде.
Флаг метисов также стал важным символом самоидентификации и сплочённости среди представителей своего народа, живущих не только в Канаде, но и в Соединённых Штатах, особенно в штатах Северная Дакота и Миннесота, где присутствуют крупные сообщества метисов.